# 宮本むなし
宮本むなし（みやもとむなし）は、M&Sフードサービス株式会社（エムアンドエスフードサービス、英: M&S FOODSERVICE CO., LTD.）が運営する関西、東海地区を中心に展開する定食屋チェーン。店舗名は「定食屋 宮本むなし」。

## 概要
「安いのは当たり前、安いと言われるよりおいしいと言われたい」をモットーにした定食屋であり、ボリュームのある定食や丼、うどん、カレーライスなどを中心としたメニュー展開を図っている。
運営母体はUG・宇都宮の「宮本むなし事業本部」であったが、2016年7月にサトレストランシステムズ（現・SRSホールディングス）がUG・宇都宮から「めしや宮本むなし」事業を譲り受けることで両者が合意、UG・宇都宮から「株式会社宮本むなし」が吸収分割により事業を承継したうえで同年9月1日付でサトレストランシステムズの子会社になった。
社名は、創業者の宇都宮俊晴の子供が幼い頃に「宮本武蔵」をうまく言えず「宮本むなし」と言っていたことに由来している。
かつては首都圏や福岡や岡山にも進出していたが、2022年までに全店が撤退した。

## 沿革
- 2003年 - UG・宇都宮により兵庫県尼崎市に「めしや 宮本むなし」1号店を開業[5]。
- 2016年
  - 3月24日 - 「株式会社宮本むなし」を設立。
  - 9月1日 - UG・宇都宮の「めしや 宮本むなし」事業を吸収分割により株式会社宮本むなしへ承継し、サトレストランシステムズが子会社化。
- 2017年1月11日 - 宮本むなしJR名古屋駅前店の店舗不動産を保有する株式会社TWO SIX[6]を吸収合併[7]。
- 2021年4月1日 - 株式会社サンローリーを吸収合併し「M&Sフードサービス株式会社」に社名変更した[8]。